# (6355) Универмосков
(6355) Универмосков (лат. Univermoscow) — типичный астероид главного пояса, открыт 15 октября 1969 года советским астрономом Людмилой Черных в Крымской астрофизической обсерватории и 6 марта 2004 года назван в честь Московского государственного университета имени М. В. Ломоносова.

## Обнаружение и именование
(6355) Универмосков
Открыт 15 октября 1969 года в Крымской астрофизической обсерватории Л. И. Черных.
Московский государственный университет имени М. В. Ломоносова — всемирно известное образовательное и исследовательское учреждение. Основанный в соответствии с указом российской императрицы Елизаветы Петровны 25 января 1755 года (Татьянин день), это был первый российский университет.
Оригинальный текст (англ.)6355 Univermoscow
Discovered 1969 Oct. 15 by L. I. Chernykh at the Crimean Astrophysical Observatory.
Lomonosov Moscow State University is a world-renowned educational and research institution. Founded according to the decree of Russian empress Elizaveta Petrovna on 1755 Jan. 25 (Tatiana's Day), it was the first Russian university.
Источники: 20040306/MPCPages.arc; M.P.C. 51186.

## Орбита

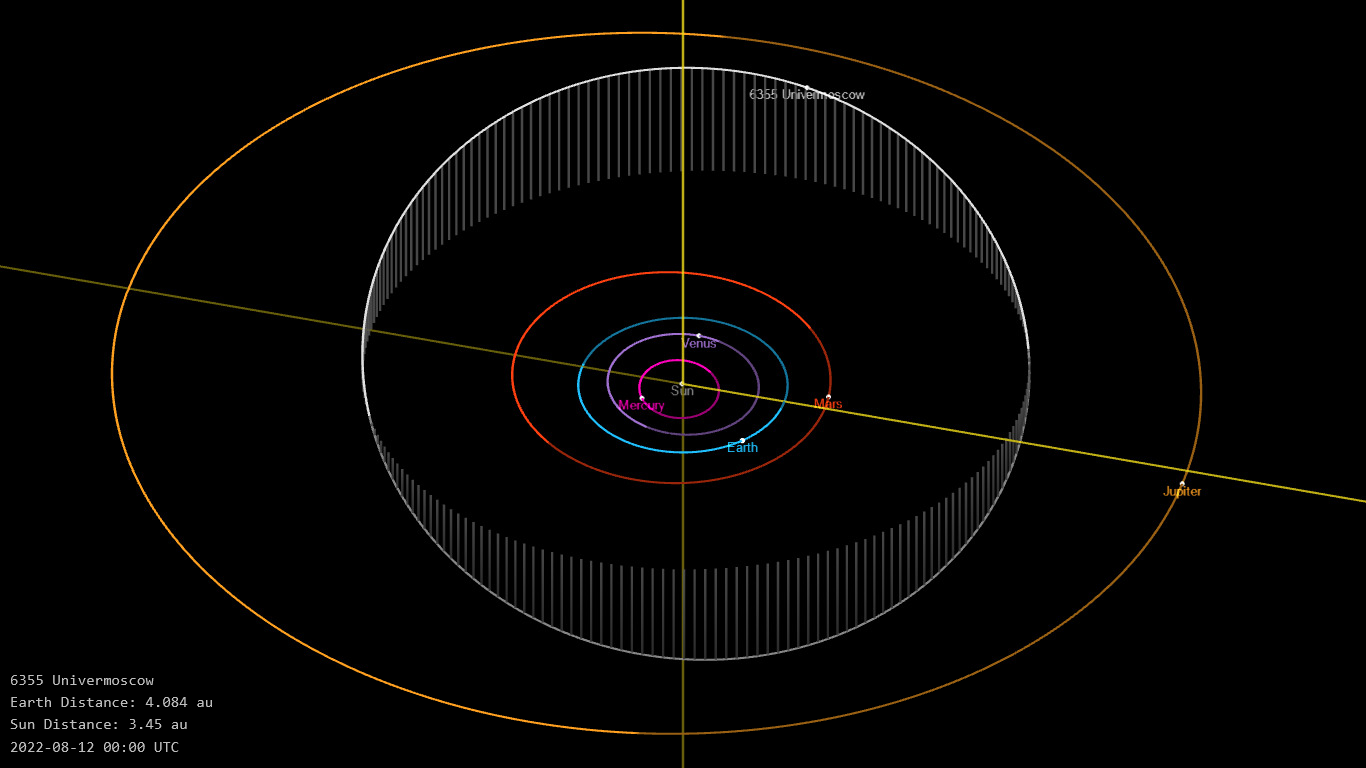
Орбита астероида Универмосков и его положение в Солнечной системе

## Физические характеристики
Из наблюдений телескопа VISTA следует, что астероид относится к таксономическому классу Xt.
По результатам наблюдений в инфракрасном диапазоне орбитальной обсерватории IRAS и спутника Akari и наблюдений в видимом и ближнем инфракрасном диапазоне космического телескопа NEOWISE диаметр астероида сначала оценивался равным 28,38±1,9 км, позже — 24,09±0,73 км, 29,89±3,17 км, 31,19±9,60 км и 29,890±3,166 км. Согласно тем же источникам альбедо оценивается как 0,0663±0,01, 0,097±0,006, 0,065±0,020 и 0,05±0,05.